# Peter Duesberg
Peter H. Duesberg (Münster, 2 de desembre de 1936) és un viròleg i, juntament amb el premi Nobel Kary Mullis, el més important crític de la hipòtesi oficial respecte l'origen de la sida.
Estudià química en les universitats de Würzburg, Basilea i Múnic, doctorant-se finalment a Frankfurt el 1963. Treballà en la investigació de virus en l'Institut Max Planck de Tübingen i des de 1973 és professor en el Departament de Biologia Molecular i Cel·lular de la Universitat de Califòrnia, Berkeley.
Duesberg aïllà el primer gen carcinogènic (gen del càncer) d'un virus als 33 anys, als 36 anys obtingué plaça fixa (tenure) en la Universitat de Califòrnia, Berkeley, i als 49 anys fou invitat a unir-se a l'Acadèmia Nacional de Ciències nord-americana, un dels més alts honors que pot rebre un científic, per ésser un reconeixement a distingits i continus assoliments en la realització d'investigació original.
Rebé també una assignació de fons de set anys com Investigador Extraordinari (Outstanding Investigator Grant) de l'Institut Nacional de Salut nord-americà. El seu qüestionament de la hipòtesi oficial sobre la sida causà una retirada de fons per la investigació, així com dificultats per la publicació dels seus treballs en revistes científiques. Actualment, Duesberg finança la seva investigació amb donatius i amb els beneficis de la venda dels seus llibres. Entre ells destaca "Inventing The AIDS Virus", un assaig divulgatiu que desconstueix la hipòtesi oficial, presenta interpretacions alternatives i analitza en el seu context la història del "fenomen SIDA".
Actualment viu a Alemanya part de l'any.

## Premis[calcitació]
Ha obtingut nombrosos premis d'investigació als Estats Units i Alemanya.
Llista parcial de premis:
- Premi Merck 1969.
- Premi Anual dels Científics de Califòrnia 1971.
- Primer Premi Annual del centre mèdic Americà en oncologia.
- Premi a l'Investigador Extern, instituts nacionals de salut, 1986.
- Acadèmia Nacional de Ciències, elegit el 1986.
- Fogarty Scholar Resident en l'Institut Nacional de la Salut, Bethesda, MD, 1986-1987.
- Wissenschatspreis, Hanover, Alemanya, 1988.
- Lichtfield Lecturer, Oxford, Anglaterra, 1988.
- C. J. Watson Lecturer, hospital Abbott Northwestern, Mineapolis, 1990.
- Professor distingit, Universitat Nord de Texas, Denton, Texas, 1992.
- Schaffer Alumni Lecturer, Universitat Tulane, Nova Orleans, 1992.
- Constance Ledward Rollins Lecturer, Universitat de New Hampshire, Durham NH, 15 de desembre del 1992.

## Duesberg i la sida[calcitació]
La tesi essencial de la teoria de Duesberg és que l'anomenat VIH existeix, si bé és inofensiu i en cap cas causant de la sida. Segons Duesberg, l'etiqueta "SIDA" assoleix diverses situacions de salut no necessàriament relacionades, com els efectes tòxics del consum de drogues (principalment "poppers") i dels propis medicaments antirretrovirals, malalties causades per la desnutrició (en el cas d'Àfrica) i altres malalties existents ja abans del sorgimient del "fenomen SIDA". Recolza la seva tesi en múltiples factors, que inclouen la, segons ell, fins a la data inexistent prova de la relació causal entre la presència en sang del VIH i el desenvolupament de la sida (els test de la sida detecten anticossos, no el virus en si, la qual cosa sol considerar-se prova de salut, no de malaltia), i també el transcurs de la malaltia, impropi d'infeccions virals.
La tesi oficial sosté que l'anomenat VIH és la causa d'una sèrie de malalties englobades en la categoria "SIDA", però Kary Mullis, premi Nobel de Química, assenyala en el llibre de Duesberg que no existeix documentació científica que demostri aquesta suposada relació de causalitat.
Duesberg ha realitzat endemés un treball d'investigació en les raons que poden haver dut a la situació actual, comparant aquest cas amb altres malalties en les que existia un consens absolut en la seva causa, que més tard es va descobrir falsa, como en els casos de l'escorbut, la pelagra i la "malaltia Smon". En la seva opinió, determinats sectors cientifics i institucions públiques cercaven, ja abans de la sida, poder assenyalar a algun virus com causant de certs casos de càncer. Aquests interessos explicarien que n'hi hagué prou amb uns pocs casos per a llançar mediàticament la idea d'una nova malaltia de tipus víric.
Duesberg ha manifestat les raons del seu desacord amb la hipòtesi oficial segons la qual la sida és causada pel VIH en revistes tals com Cancer Research, Lancet, Proceedings of the National Academy of Sciences, Science, Nature, Journal of AIDS, AIDS Forschung, Biomedicine and Pharmacotherapeutics, New England Journal of Medicine i Research in Immunology, si bé ha denunciat dificultats per a publicar a conseqüència de la seva ruptura amb el consens de l'establishment científic en aquesta àrea.
L'any 2000 fou invitat pel president de la República Sudafricana Thabo Mbeki a un congrés d'experts per la investigació de les causes de la sida. La resposta internacional de l'establishment fou tancar files al voltant de les hipòtesi convencionals, rebutjant una investigació independient i un debat públic sobre aquest tema. Els partidiaris de la versió oficial afirmen que Sud-àfrica ha patit una de les majors crisis humanitaries a Àfrica pel VIH i gran part de la comunitat científica i mèdica ho atribueixen a la seva política respecte a la sida, influenciada per les tesis dissidents i per sectors populars d'aquest país. En canvi molts dels "dissidents de la sida" afirmen que aquestes sigles són usades com cortina de fum per a ocultar la situació real d'Àfrica, sotmesa en l'àmbit econòmic per les actuals regles del comerç internacional i amb nivells elevats de pobresa, desnutrició, mortalitat infantil i malalties evitables.

## Elogis de Robert Gallo
El 1984, abans de qüestionar el paper del VIH en la sida i perdre així el suport de la comunitat científica majoritària, el discutit codescobridor del VIH, Robert Gallo, elogià a Peter Duesberg:
Cita:"En el NIH (Institut Nacional de Salut nord-americà), Peter Duesberg és de vegades conegut como el "bulldog batallador". He conegut a Peter durant 15 anys...[]...Ell fou el primer en demostrar que la parainfluenza tenia un genoma singular de RNA i que la influenza tenia RNAs múltiples. Aquesta fou la primera ocasió en la qual es demostrà que un virus tenia genoma segmentat, explicant així l'habilitat distintiva d'aquest virus per a realitzar recombinació freqüent mitjançant segmentació...[]... això dugué a la primera definició molecular i genètica d'un gen transformant, el gen sarc...[]...Peter Duesberg és un home d'extraordinària energia, inusual honestedat, enorme sentit de l'humor i rar sentit crític. Aquest sentit crític el feu sovint mirar a les coses per segon cop, i més endavant un tercer, a una conclusió que alguns de nosaltres creiem predeterminada. No obstant això, les seves crítiques són sovint un problema major per l'observador casual...[]...vostè és un extraordinari científic, un home que fa la vida més interessant i plaent per a molts de nosaltres: I tinc la fortuna de tenir-lo com amic".